# Bystrá (Šimonovice)
Bystrá (německy Bistrey) je osada obce Šimonovice, asi 7 km jihozápadně od Jablonce nad Nisou. Leží v horském údolí potoka Bystrá na jižních svazích Rašovského hřebene v nadmořské výšce zhruba 415–460 m. Nejbližšími vesnicemi jsou Bohdánkov s hospodářským dvorem, Rašovka a osada Horní Vlčetín.

## Historie a současnost
Osada vznikla podobně jako okolní horské vsi (Rašovka, Šimonovice, Žďárek) poměrně pozdě – v 16. století, a to pravděpodobně českou vnitřní kolonizací. Od počátku náležela k dubskému panství.
Od roku 1986 byla mj. společně s Šimonovicemi a Rašovkou připojena k městu Liberci. Odtrhla se až 1. září 1990, kdy se spolu s Minkovicemi a Rašovkou staly součástí opět samostatné obce Šimonovice.

## Památky a zajímavosti
- křížek – kovový křížek na pískovcovém soklu s vyrytými nápisy. Stojí ve středu osady ve stráni proti stavení čp. 32
- boží muka – drobná kamenná sakrální památka při rozcestí JZ od osady
- studánka U Bystré – v lese asi 220 m západně od středu osady. Je zpevněná dřevěnými kůly, přístup upraven schůdky[1]
- pramen Nad Bystrou – při cestě asi 150 m na JZ od středu osady, pravděpodobný přepad z betonové skruže cca 10 metrů nad výtokem[2]
- několik staveb lidové architektury (některé necitlivě modernizovány), pojednává o nich Svatopluk Technik v článku "Bystrá. (O jednom souboru lidové architektury v Podještědí)" (in Od Ještěda k Troskám. Vlastivědný sborník Českého ráje a Podještědí. Turnov : Občanské sdružení Paměť Českého ráje a Podještědí, 2009 1214-1798 16 (32), č. 1, (2009,) s. 15-19)

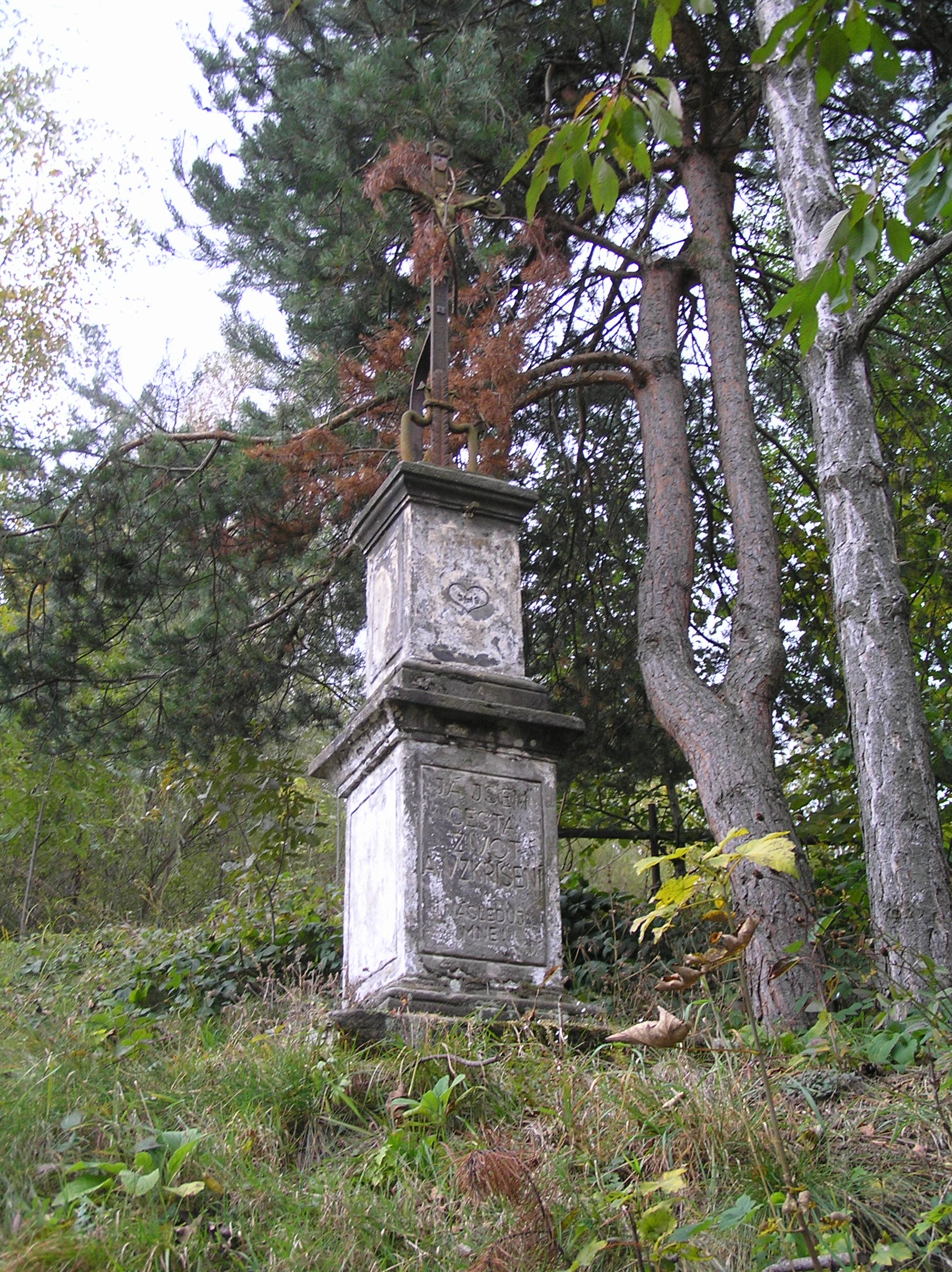
Křížek ve střední části osady
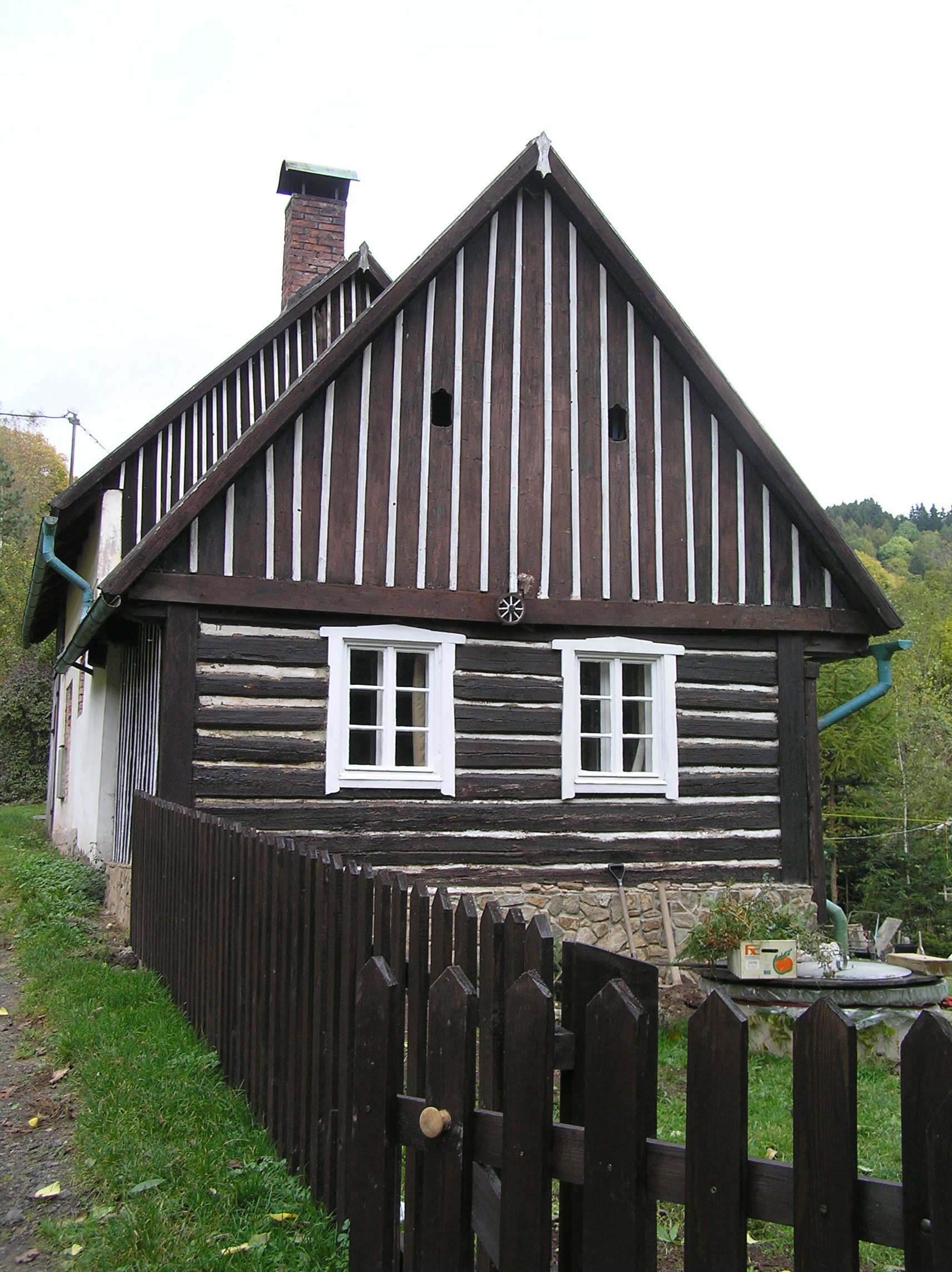
Lidová architektura
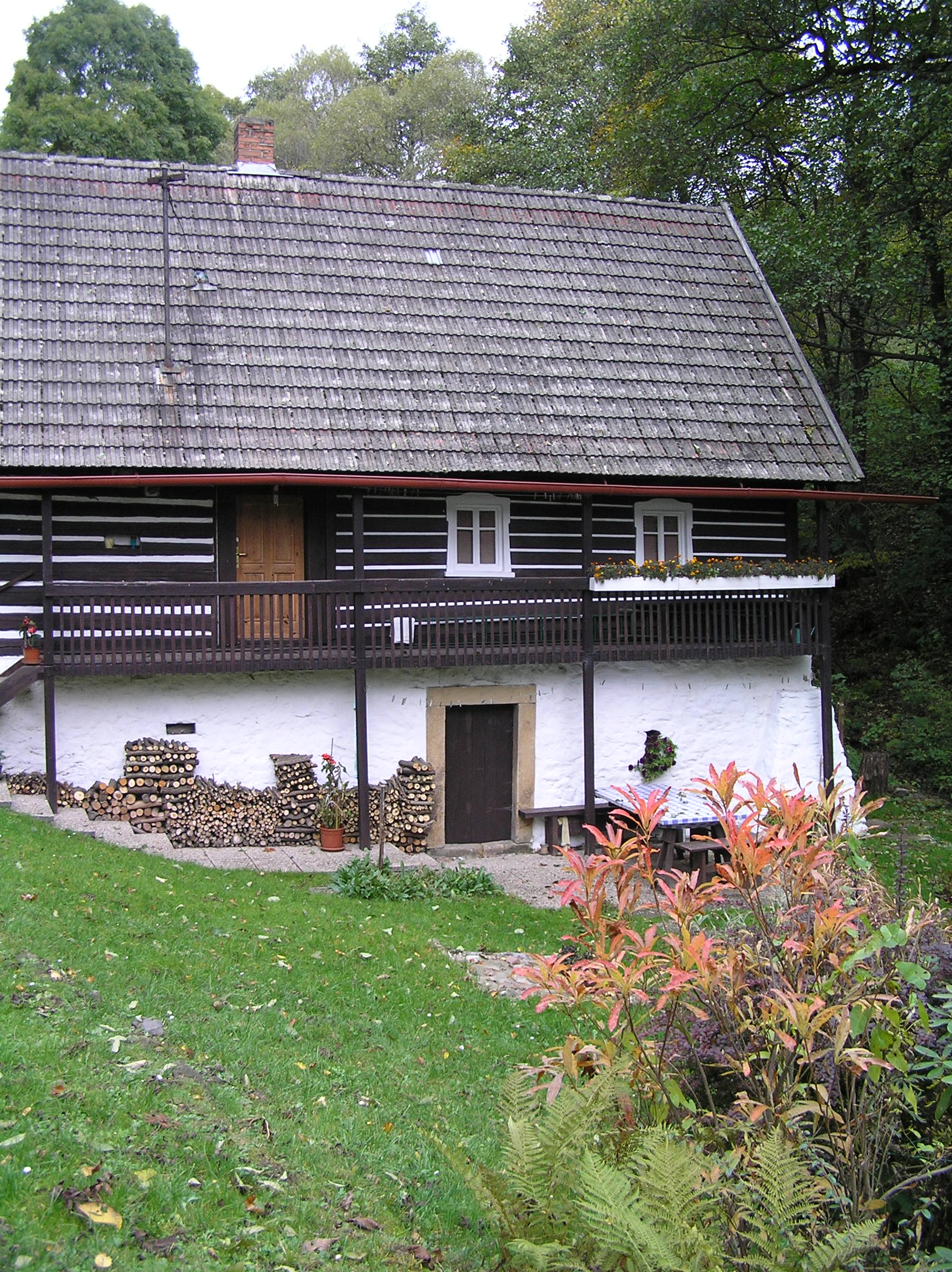
Památka lidového stavitelství
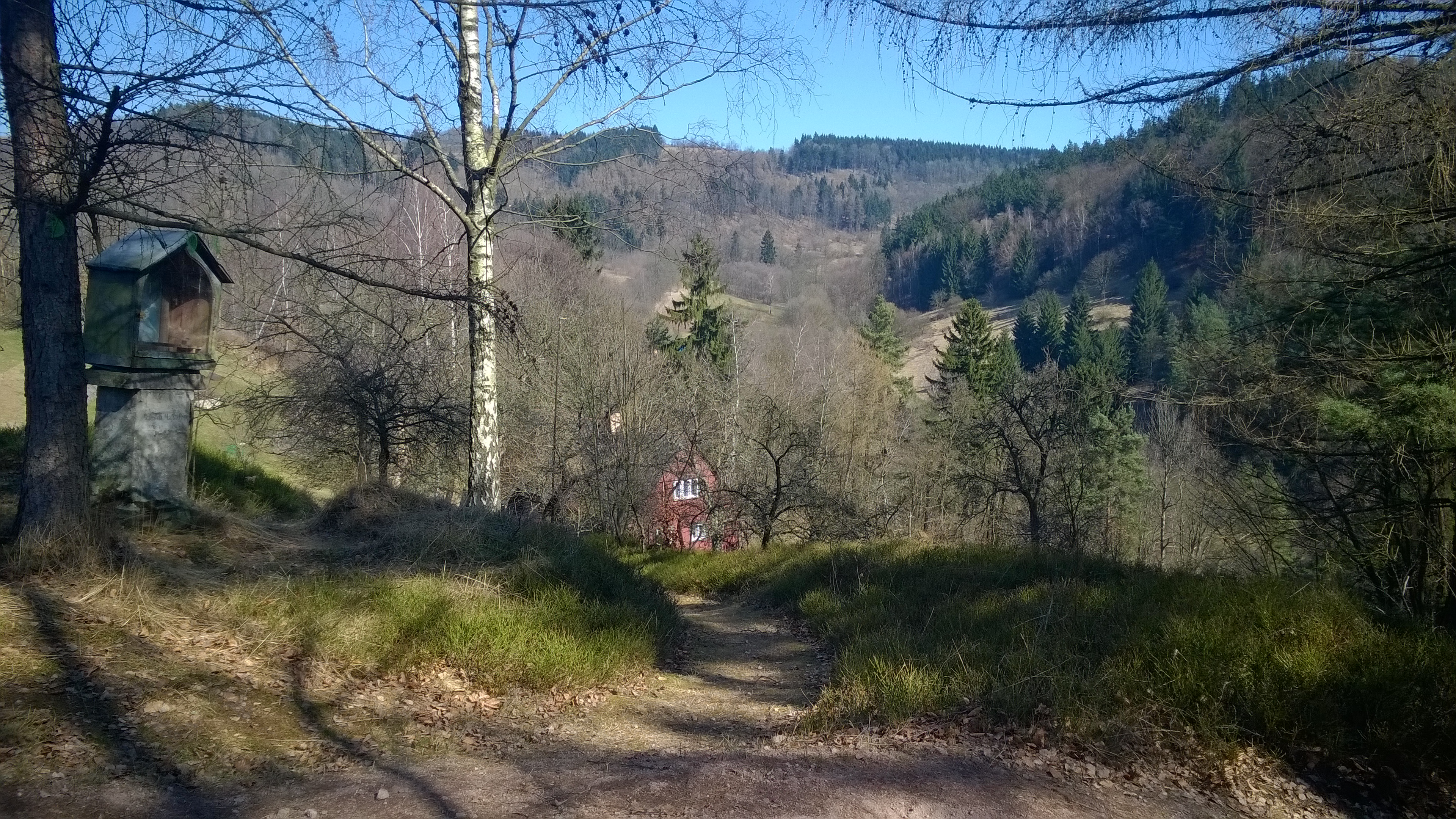
Boží muka a chalupa čp. 65 u rozcestí JZ od osady